# ماکدونتسی
ماکدونتسی (به بلغاری: Makedontsi) یک منطقهٔ مسکونی در بلغارستان است که در شهرستان کاردژالی واقع شده‌است.